# Plan projectif
Pour des articles plus généraux, voir Plan (mathématiques) et Géométrie projective.
En mathématiques, la notion de plan projectif a deux sens distincts, suivant que l'approche est algébrique ou par les axiomes d'incidence entre points et droites, l'approche axiomatique donnant une notion qui s'avère un peu plus générale que l'approche algébrique.

## Géométrie algébrique
Un plan projectif en géométrie algébrique est une variété particulière : l'espace projectif de dimension 2. On peut associer un plan projectif à tout corps commutatif (corps des réels, corps des complexes, corps finis, etc.) ou non commutatif (quaternions…), et même à l'algèbre (non associative) à division des octonions (voir « Plan de Cayley »).
Intuitivement, la droite projective sur un corps K est une droite affine sur K complétée par un point, appelé point à l'infini. Elle est en bijection avec K ∪ {∞}. Le plan projectif sur K est un plan affine complété par la droite à l'infini (l'ensemble de ces points à l'infini), de façon que deux droites distinctes aient un point commun.

## Axiomes et plans projectifs
Un plan projectif est défini par un ensemble de points, un ensemble de droites et une relation dite d'incidence entre points et droites, et doit vérifier un certain nombre d'axiomes (précisés dans l'article détaillé).
Girard Desargues est le créateur de la géométrie projective, étude de propriétés qui se conservent par projection centrale : alignement, point de concours et birapport.
Une particularité de la dimension 2 est qu'un plan projectif peut ne pas satisfaire la propriété de Desargues. Un plan projectif est plan projectif arguésien (satisfaisant la propriété de Desargues) si et seulement si c'est un espace projectif de dimension 2 sur un certain corps, c'est-à-dire un plan projectif au sens de la section précédente. Il satisfait de plus le propriété de Pappus si et seulement si ce corps est commutatif.
En dimension strictement supérieure à 2 les deux approches pour définir les espaces projectifs, algébriques et axiomatique, s'avèrent équivalentes, la propriété de Desargues devenant un théorème, y compris pour l'approche par les axiomes d'incidence.